# The Word Is Live
The Word Is Live es una caja recopilatoria en vivo del grupo británico de rock progresivo Yes, lanzado en 2005, incluyendo temas que abarcan desde 1970 hasta 1988, en su gran mayoría inéditos.
La caja, publicada por Rhino Records, incluye tres CD, más un libro de 52 páginas con imágenes retrospectivas de la carrera de Yes, e historias escritas por fanes de la banda, la introducción del libro fue escrita especialmente por el bajista y cantante de Emerson, Lake & Palmer: Greg Lake.
En la selección se incluyen algunas rarezas, nunca editadas en álbumes ni en singles, como "It's Love", cover de The Rascals, "Go Through This" y "We Can Fly From Here", de la época de Drama, "Hello Chicago", de 1979, o "For Everyone", de una sesión para la BBC de 1970, este último tema sería reelaborado, modificado e interpolado como parte de la suite "Starship Trooper", en el disco The Yes Album (1971).

## Lista de canciones
CD 1:
1. Then [Anderson] (5:25)
2. For Everyone [Anderson/Squire] (4:45)
3. Astral Traveller [Anderson] (7:24)
4. Everydays (Stephen Stills) (11:01)
5. Yours is No Disgrace [Anderson/Bruford/Howe/Kaye/Squire] (11:45)
6. I've Seen All Good People (7:52)
  1. Your Move [Anderson]
  2. All Good People [Squire]
7. America (Paul Simon) (16:21)
8. It's Love (Felix Cavaliere/Eddie Brigati) (11:07)

CD 2:
1. Apocalypse [Anderson/Bruford/Howe/Squire] (3:08)
2. Siberian Khatru [Anderson] (10:11)
3. Sound Chaser [Anderson/Howe/Moraz/Squire/White] (11:17)
4. Sweet Dreams [Anderson/Foster] (6:22)
5. Future Times/Rejoice (6:59)
  1. Future Times [Anderson/Howe/Squire/Wakeman/White]
  2. Rejoice [Anderson]
6. Circus of Heaven [Anderson] (4:52)
7. The Big Medley (25:53)
  1. Time and a Word [Anderson/David Foster]
  2. Long Distance Runaround [Anderson]
  3. Survival [Anderson]
  4. The Fish (Schindleria Praematurus) [Squire]
  5. Perpetual Change [Anderson/Squire]
  6. Soon [Anderson/Howe/Moraz/Squire/White]
8. Hello Chicago [Anderson/Howe/Squire/Wakeman/White] (2:11)
9. Roundabout [Anderson/Howe] (8:42)

CD 3:
1. Heart of the Sunrise [Anderson/Squire/Bruford] (10:56)
2. Awaken [Anderson/Howe] (17:53)
3. Go Through This [Howe] (4:21)
4. We Can Fly from Here (Geoff Downes/Trevor Horn) (6:46)
5. Tempus Fugit [Downes/Horn/Howe/Squire/White] (5:53)
6. Rhythm of Love [Kaye/Rabin/Anderson/Squire] (6:42)
7. Hold On [Rabin/Anderson/Squire] (7:24)
8. Shoot High, Aim Low [White/Kaye/Rabin/Anderson/Squire] (8:27)
9. Make It Easy/Owner of a Lonely Heart [Rabin; Rabin/Anderson/Squire/Horn] (6:09)